# 蜥䲗科
蜥䲗科（學名：Draconettidae）為鱸形目䲗亞目下的一小科。皆為海水魚，分佈在西太平洋（日本至夏威夷）、印度洋及大西洋，主要在熱帶及暖溫帶。他們是小魚，體型最大的魚種也只約12公分長。為底棲魚，通常是兩性異形。

## 屬
本科下有兩個屬共14種：
- 粗棘蜥䲗屬（Centrodraco），共13種
- 蜥䲗屬（Draconetta）－蜥䲗（Draconetta xenica）

## 文獻
1. 1 2  Froese, R. & Pauly, D. (eds.) (2014). Draconettidae. FishBase. Version 2014-06.
2. ↑  Briggs, J.C. & Hutchins, J.B. Paxton, J.R. & Eschmeyer, W.N. , 编. . San Diego: Academic Press. 1998: 143. ISBN 0-12-547665-5.